# Date Everything!
『Date Everything!』は、インディーゲームスタジオのSassy Chap Gamesが開発し、Team17より2025年6月17日に発売されたゲームソフト。対応プラットフォームはNintendo Switch・PlayStation 5・Xbox Series X/S・Windows。ジャンルは恋愛シミュレーションゲームで、プレイヤーは家具や小物など、擬人化された家の中のあらゆる物と交流していく。

## ゲーム内容
デートアクティベーター (Dateviator) と呼ばれる魔法の眼鏡を手に入れたことであらゆる物が擬人化して見えるようになったプレイヤーが、擬人化された自宅内のあらゆる物と交流していく。自宅内の物体にインタラクトすることで擬人化された物体と会話することができ、会話は選択肢を選ぶことで進行する。キャラクターとの関係性に応じてS.P.E.C.Sというパラメータが上昇し、そのパラメータの程度によって選択肢が増えたり、特別なイベントが解放されていく。各キャラクターにはそれぞれ3種類以上のエンディングが用意されており、4回ほど会話することで恋人になるか、友人になるか、または敵対関係になるかの、いずれかのエンディングに分岐する。
恋愛対象となる登場キャラクターは100を数え、戸棚や掃除機といった家具・家電から、川の水や家の空気、休日や悪夢という概念まで多岐にわたり、それぞれの外見や性格は元のアイテムをモチーフにしてデザインされている。

## 開発
開発元のSassy Chap Gamesは声優のレイ・チェイス、ロビー・デイモンド、マックス・ミッテルマンによって2018年に設立された、アメリカ合衆国のロサンゼルスに拠点を置くスタジオで、本作が初作品となる。このうちレイ・チェイスは本作のリードデザイナーを務めた。ゲーム内の台詞は120万語に及び、また1万1000枚以上の手描きイラストが使われている。
いずれのキャラクターもフルボイスに対応しており、レイ・チェイスやロビー・デイモンド、マックス・ミッテルマンのほか、アシュレー・ジョンソン、アダム・マッカーサー、グレイ・デリスル、ジョニー・ヨング・ボッシュ、サラ・ナトチェニー、トロイ・ベイカー、ニール・ニューボン、フェリシア・デイ、ブライス・パーペンブルック、ベン・スター、マシュー・マーサー、ローラ・ベイリーなどが声優として参加した。
2024年7月26日、Team17によりトレーラー映像が公開された。当初は2024年10月の発売が予定されていたが、ブラッシュアップを理由に2025年2月に延期され、その後2025年6月17日に再び延期され、同日にNintendo Switch、PlayStation 5、Xbox Series X/S、Windows（Steam、Microsoft Store）向けに発売された。

## 評価
レビュー収集サイトのMetacriticとOpenCriticでは概ね肯定的な評価を受けている。個々のキャラクターのボリュームが少ないことや万人向けではないとする意見がある一方で、独特なコンセプトやフルボイス対応であること、一部コンテンツについて事前に警告する機能などのゲームデザインが評価されている。